# Marieta Chirulescu
 Marieta Chirulescu (Sibiu, 1974) es una artista visual rumana.

## Obra

### Exposiciones individuales
- 2009 Marieta Chirulescu, Kunsthalle Mainz, Maguncia, Alemania.

Marieta Chirulescu, Temporary project area, Kunsthalle, Berlín, Alemania. 
- 2010 Marieta Chirulescu, Kunsthalle Basel, Basilea, Suiza.

Marieta Chirulescu, Galerie Micky Schubert, Berlín, Alemania.
- 2011 Marieta Chirulescu, White Cube Bermondse[2] y, Londres, Reino Unido.

Marieta Chirulescu, Kunstverein, Albrecht Dürer Society, Núremberg, Alemania.
 Works form the Martin Collection, Neues Museum, Núremberg, Alemania.
- 2012 Marieta Chirulescu, Galleria Fonti, Nápoles, Italia.
- 2013 Ileana, Galerie Micky Schubert, Berlín, Alemania.

Marieta Chirulescu, kurimanzutto, Ciudad de México, México.
Marieta Chirulescu, Meesen De Clercq, Bélgica.
- 2014 Marieta Chirulescu, Kunsthalle Lingen, Lingen, Alemania.
- 2015 Marieta Chirulescu, Meessen de Clercq, Bélgica.
- 2016 Pale Fire, kurimanzutto,[3] Ciudad de México, México.

CYTWOMBLY CYFONTI, Galleria Fonti, Nápoles, Italia.
- 2017 Marieta Chirulescu, Micky Schubert, Berlín, Alemania.

### Exposiciones Colectivas
- 2002 kettölzwei, Goethe Institut, Budapest, Hungría.
- 2005 Painting (Malerei), Kohlenhof, Kunstverein Núremberg, Alemania.

 A suitcase at night (Ein Koffer in der Nacht), Galerie Clara-Maria Sels, Düsseldorf, Alemania.
 Art students exhibit 17. Federal Competition, Art and Exhibition Hall of the Federal Republic of Germany, Bonn, Alemania.
- 2007 Fade to Grey, bell street project space, Viena, Austria.

 The things we don't know - we don't know. (Die Dinge, die wir nicht wissen - wir wissen sie nitch), Galerie Sima, Núremberg, Alemania.
Finish, ehem. Autohaus Tschernitz Karlsruhe, Alemania.
- 2008 Manuela Leinho  - Marieta Chirulescu, Dicksmith Gallery, Londres, Reino Unido.

 Ulla Rossek/ Marieta Chirulescu,samsa project room, Berlín, Alemania.
 In the light of mild transfiguration (I'm Lichte milder Verklärung), Galerie Kienzle+Gmeiner, Berlín, Alemania.
- 2009 La preuve concrete/The Concrete Proof,Centre Europeen d'Actions Artistiques. Contemporaines, Estrasburgo, Francia.

Song of farewell and a new beginning, Mayerei, Karlsruhe, Alemania.
Max Hans Daniel present, Autocenter, Berlín, Alemania.
Against Interpretation, Studio Voltaire, Londres, Reino Unido.
Marieta Chirulescu, Sascha Hahn,Galerie Kienzle und Gmeiner, Berlín, Alemania.
Nothing to say and I am saying it, Kunstverein Freiburg e.V., Friburgo, Alemania.
- 2010 Black to the Old House, Clifton Benevento, New York, Estados Unidos.

Winter in America, Tanja Pol, Munich, Alemania.
Fade Into you, Herald St, Londres, Reino Unido.
The hoax is a hoax or may or may not be, Galerie Carlos Cardenas, París, Francia.
Woodman, Woodman, Spare That Tree, Galerie Micky Schubert, Berlín, Alemania. 
- 2011 A psycho-geographical map, Max Mayer, Düsseldorf, Alemania.

Marieta Chirulescu, North Gallery III, Inside the White Cube, Bermondsey, Londres, Reino Unido.
- 2012 The beginning of beyond, Parra & Romero, Madrid, España.

Alternative Entrance, Kunstbunker Nürnberg, Núremberg, Alemania.
Family Theater I, Brandenburgischer Kunstverein, Potsdam,  Alemania.
Les ateliers de Rennes, Biennale d'art contemporain, Rennes, Francia.
Everywhere and on Everything, kurimanzutto, Ciudad de México, México.
Minimal Myth, Museum Boijmans Van Beuningen, Róterdam, Alemania.
Collaborations and Interventions, CCA Kunsthalle Andrach, Islas Baleares, España.
Made In Germany II, Sprengel Museum, Hannover, Alemania.
Three positions for painting, Barbara Gross Galerie, Munich, Alemania.
Marieta Chirulescu & David Korty, Mary Mary, Glasgow, Reino Unido.
- 2013 THE STAND IN (OR A GLASS OF MILK), The Museum of Public Fiction, Los Ángeles, Estados Unidos.

Nur was möglich ist ist möglich [Just what is possible is possible] Museum Folkwang, Essen, Alemania.
Ca. Dilemma, collaboration with Gerda Scheepers, Pigna project space, Roma, Italia.
Revolution from within, Kaufmann Repetto, Milán, Italia.
- 2014 Attention Economy, Kunsthalle Wien, Viena, Austria.

Artists against AIDS, Bundeskunsthalle, Bonn, Alemania.
Space, Museum Vasarely, Budapest, Holanda.
- 2015 Mapping Bucharest. Art, Memory, and Revolution (1961 –2016), Vienna Biennale 2015, Viena, Austria.

Timisoara Art Encounters,Timisoara, Rumania.
- 2016 Image Support, Bergen Kunsthall, Bergen, Alemania.

HOW TO BE UNIQUE – Show 15, Sammlung Kienzle, Berlín, Alemania.
Presentation of the 2015 Villa Massimo awardees,  Martin Gropius Bau, Berlín,  Alemania.
#12 / Folies d'hiver, Villa Medici, Roma.
PROSCENIO - Stefan Burger, Marieta Chirulescu, Michael Franz, Tobias Kaspar, Judith Kakon. Studioli, Roma.
- 2017 Marieta Chirulescu & Thu van Tran, Galeria Joseph Tang, París, Francia.

Malerei aus der Kunstsammkung der Stadt Lingen, Kunsthalle Lingen, Lingen, Alemania.
THE GAP BETWEEN THE FRIDGE AND THE COOKER, The Modern Institute, Glasgow, Escocia.

## Premios
- 2006 DAAD Scholarship, Bucarest, Rumania.
- 2008 Art Fund Scholarship, Bonn, Alemania.
- 2012 Lenikus-Artist in Residence program, Viena, Austria.

Villa Aurora, Artista en residencia, Los Ángeles, Estados Unidos.
- 2014 Lingener Art Award, Lingen, Alemania.
- 2015 German Academy Villa Massino, Artista en residencia, Roma, Italia.